# Détroit de Badung
Le détroit de Badung est un détroit de la mer de Bali situé en entre le Sud-Est de Bali et Nusa Penida, en Indonésie.
Il fait environ 60 km de long et 20 km de large. Le détroit est très profond et forme d'énormes houles qui viennent se briser sur les récifs au large de la côte nord-ouest de Lembongan.
En février 1942, le détroit fut le théâtre d'une bataille entre les Alliés et les forces Japonaises.
Un navire de l'US Navy fut baptisé en son nom, il s'agit de l'USS Badoeng Strait.